# Віктор Єнсен
Віктор Крістоффер Єнсен (нім. Victor Christoffer Jensen, нар. 8 лютого 2000, Відовре, Данія) — данський футболіст, атакувальний півзахисник нідерландського клубу «Утрехт».

## Ігрова кар'єра

### Клубна
Віктор Єнсен почав займатися футболом у своєму рідному місті Відовре. Пізніше він пройшов через академію столичного ФК «Копенгаген» і влітку 2017 року  віці 17 років Єнсен приєднався до академії амстердамського «Аякса». Трансфер Єнсена став найдорожчим трансфером данського футболіста віком до 18 років. У 2017 році данець дебютував за «Йонг Аякс», де одразу став постійним гравцем основи команди.
12 грудня 2020 року Єнсен дебютував у першій команді «Аякса» в Ередивізі. Але надалі через високу конкуренцію у складі футболіст не мав шансів закріпитися в основі і другу половину сезону 2020/21 провів в оренді в данському «Норшелланні». Сезон 2022 року Єнсен також на правах оренди грав у норвезькій Елітсерії у клубі «Русенборг».
Після повернення з Норвегії Єнсен перейшов до клубу нідерландської Ередивізі «Утрехт», з яким підписав контракт до літа 2026 року.

### Збірна
З 2015 року Віктор Єнсен захищав кольори юнацьких збірних Данії всіх вікових категорій. Провів 10 матчів у складі молодіжної збірної Данії. У 2021 році брав участь у молодіжному чемпіонаті Європи, де зіграв одну гру.